# IK Finish
IK Finish är en friidrottsförening i Vellinge som bildades 1924 och är därmed kommunens äldsta idrottsförening.
Föreningen bildades av unga män som idrottade i kohagarna på Eskilstorps ängar, belägna väster om Vellinge, och där anlade en spartansk idrottsplats som fick namnet KO-stadion vilken blev en samlingsplats för traktens ungdomar. På klubbmärket avbildas Eskilstorpsdösen, en gravkammare från ca 4000 år f.kr. av stora, upprättstående stenar som täcks av ett stort takblock.
Namnet "Finish" syftade på att nå målet; en polerad yta och att det nu skulle vara slut på rackartyg. Nils Andersson blev föreningens förste ordförande, för att året efter bli avlöst av Ive Larson som sedan kom att behålla posten i 52 år. Klubben bedrev även en stor social verksamhet som inkluderade bl.a. teater och syföreningar. 
Föreningen bedriver numera majoriteten av sin verksamhet utomhus på Vellinge IP och inomhus i Södervångshallen i Vellinge. Klubben arrangerade Stafett-SM 2002, Junior-SM 2003, SM i Halvmarathon 2005 i Falsterbo, Junior- och Ungdoms-SM 2011 samt Ungdoms-SM 2016. Årligen arrangeras arenatävlingen Finish Games på Vellinge IP, Löparfesten i Skanör-Falsterbo samt Kalvinknatet i Höllviken. 2016 hade loppet i Höllviken det högsta deltagarantalet i Skåne då så många som en tredjedel av kommunens barn deltog.
Genom åren har klubben fostrat ett flertal ungdoms-, junior- och seniorlandslagsfriidrottare. Trots kommunens litenhet har klubben haft stafettlag som vunnit ungdoms-SM. Tidigare kunde klubbens unga idrottare kombinera friidrott med gymnasiestudier på Sundsgymnasiet inom ramen för ett nationellt idrottsprogram (NIU). Numera erbjuder skolan istället en idrottsprofil för kommunens ungdomar.

## Framstående friidrottare som helt eller delvis fostrats i föreningen
- Elsie Nilsson, svensk mästarinna i höjdhopp (1945 & 1946)
- Karin Mårtensson, svensk mästarinna i längdhopp (1953 & 1954) & 17:e plats vid Europamästerskapen i friidrott 1954
- Gösta Andersén, bronsmedaljör i höjdhopp för benamputerade vid Paralympiska sommarspelen 1976.[8]
- Magnus Linderoth, ungdomslandslagsman i kulstötning (2002)
- Kajsa Ulfsdotter, svensk juniormästarinna på 400 meter häck (2003)
- Jimmie Johnsson, svensk juniormästare inomhus i längdhopp och tresteg (2003)
- Nathalie Sandell, Sofia Rahdevi, Nina Törnqvist & Helena Wallenberg, svenska ungdomsmästarinnor i stafett på 4x100 meter i F17 (2004)
- Sebastian Ekstrand, ungdoms- och juniorlandslagsman i tresteg (2004 & 2005)
- Nina Törnquist, juniorlandslagssprinter (2005)
- Alissa Söderberg, landslagskvinna i stavhopp (2011)
- Axel Härstedt, landslagsman i diskuskastning. Olympisk finalist i diskuskastning vid Olympiska sommarspelen 2016
- Austin Hamilton, svensk mästare på 100 meter (2017) och bronsmedaljör på 60 meter vid Europeiska inomhusmästerskapen i friidrott 2017
- Kasper Kadestål, silvermedaljör på 200 meter vid Ungdoms-EM 2016 samt svensk mästare inomhus på 200 meter (2021) och 400 meter (2022)
- Filippa Sivnert, svensk mästarinna inomhus på 60 meter (2020)
- Nikki Anderberg, svensk mästarinna på 100 meter (2020)